# Arnaud de Canteloup
Arnaud de Canteloup (Saint-Estèphe, ... – Avignone, 14 dicembre 1313) è stato un cardinale e arcivescovo cattolico francese.
È inoltre il nipote di papa Clemente V.

## Biografia

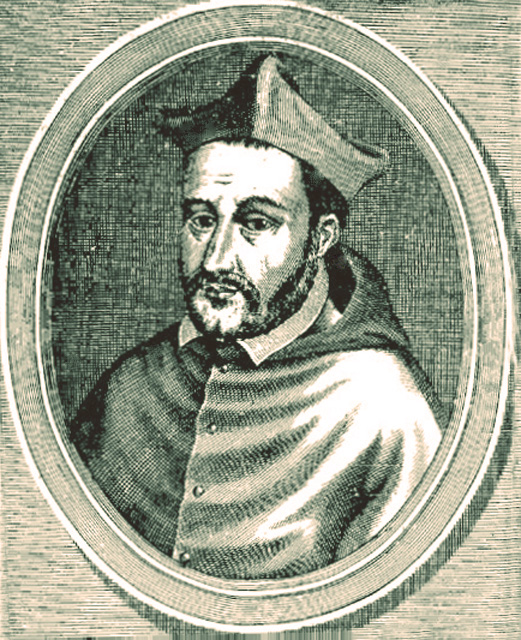
Cardinale Arnaud de Canteloup

Egli divenne parroco di La Réole verso il 1280, prima di essere nominato arcidiacono presso la diocesi di Agen. Succedette a suo zio, Clemente V, all'arcidiocesi di Bordeaux, il 24 luglio 1305.
Arnaud venne creato cardinale durante il concistoro del 15 dicembre 1305 e diviene cardinale presbitero di San Marcello. Suo zio lo nominò camerlengo e assume la carica tra il 1305 e il 1307. Il 16 maggio 1307 viene nominato decano della Cattedrale di San Paolo a Londra. Nel 1311 partecipa al Concilio di Vienne.
Il cardinale de Canteloup morì ad Avignone il 14 dicembre 1313, lasciando le sue ricchezze all'arcidiocesi di Bordeaux.
Nel corso del suo cardinalato non ebbe occasione di partecipare ad alcun conclave.